# Beast Wars (videogioco)
Beast Wars: Transformers è un videogioco sparatutto in terza persona sviluppato e pubblicato dalla Hasbro Interactive il 5 dicembre 1997 per PlayStation e il 31 maggio 1998 per PC. Il videogioco è basato sulla prima stagione della serie a cartoni animati Rombi di tuono e cieli di fuoco per i Biocombat, legata al franchise dei Transformers. In questo gioco è possibile scegliere se combattere dalla parte dei Maximal o dei Predacon, svolgendo diverse missioni per arrivare a un finale diverso. Come nella serie animata, i Transformers possono trasformarsi in bestia e robot; la prima forma serve per proteggersi dalle radiazioni dell'energon, e la seconda forma serve per combattere.

## Personaggi giocabili
Maximal
- Black Jack/Optimus Primal (anche nelle missioni aeree) - Gorilla nel doppiaggio
- Ghepard/Cheetor
- Rhinox
- Falcon Lady/Airazor (solo nelle missioni aeree)
- Rattilus
- Dinobot

Predacon
- Megatron - T-rex nel doppiaggio
- Tarantulas
- Scòrpionok/Scorponok
- Black Arachnia
- Formicon (anche nelle missioni aeree) - Formicula nel doppiaggio
- Terrorsaur (solo nelle missioni aeree)

Nel doppiaggio, le grida di trasformazione delle rispettive fazioni sono cambiate in "Ottimizza" per i Maximal, e "Terrorizza" per i Predacon.